# Oxydia clarata
Oxydia clarata là một loài bướm đêm trong họ Geometridae.